# Gotha Andersen
Oskar Johannes Gotha Andersen, född den 29 januari 1921 i Köpenhamn, död den 12 mars 1984, var en dansk skådespelare.

## Filmografi (i urval)
- 1972 – Olsenbandets stora kupp
- 1972 – Bordellen
- 1973 – Olsenbandet slår till
- 1973 – Jag och maffian
- 1980 – Lille Virgil och Gusten Grodslukaren
- 1981 – Kniven i hjärtat
- 1983 – Med Lill-Klas i kappsäcken
- 1983 – Kaos i kulissen
- 1983 – The Element of Crime